# Joseph Mulder
Joseph Mulder (Amsterdam, 1658-1742) est un graveur du siècle d'or néerlandais.

## Biographie

Page de titre de Commentariorum de rebus Suecicis de Samuel von Pufendorf. Gravure de Mulder d'après un dessin de Gerard Hoet.

Joseph Mulder est baptisé à Amsterdam le 1er novembre 1658,
Élève du peintre Hendrick Bogaert (en) en 1672, Mulder est un suiveur de Romeyn de Hooghe et est actif à Amsterdam de 1686 à 1718.
Arnold Houbraken rapporte dans Le Grand Théâtre des peintres néerlandais que Mulder a joué le même tour à un bébé qu'Adriaen Brouwer, à savoir qu'alors qu'il berçait un bébé sur ses genoux, le bébé l'a sali parce que sa couche a glissé ; il aurait alors posé le bébé sur le sol et déféqué dessus. À ce moment-là, la mère de l'enfant entre dans la pièce et lui demande ce qu'il fait, ce à quoi il répond : « l'enfant a chié sur moi, alors maintenant je lui chie dessus, donc nous sommes en train de nous chier dessus ».
Joseph Mulder est mort le 2 janvier 1742,.

## Œuvre

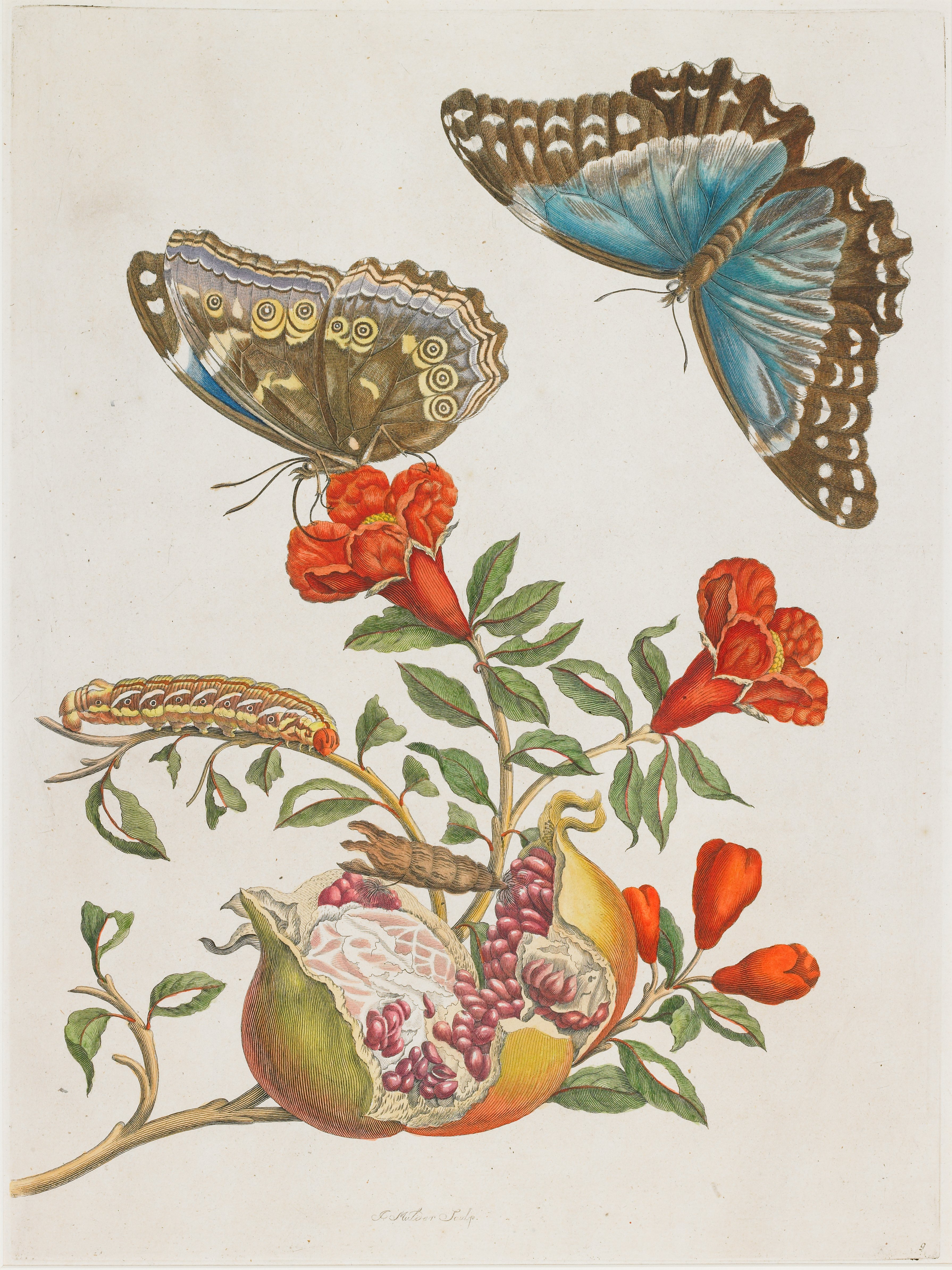
Gravure de Mulder pour le Metamorphosis insectorum Surinamensium d'Anna Maria Sibylla Merian.

Mulder est considéré comme un « graveur de renom »,.
Il a réalisé les gravures du livre Veues de Gunterstein pour la riche veuve, Madame de Gunterstein et de Thienhoven (Magdalena Poulle), vers 1690.
Une gravure de Mulder illustre la page de titre de l'édition de 1700 du Dialogue sur les deux grands systèmes du monde de Galilée. Elle montre Aristote, Ptolémée et Copernic. Il produit par ailleurs neuf estampes de Vienne en perspective aérienne.
Avec Pieter Sluyter, il réalise plusieurs eaux-fortes pour le classique Insectes de Surinam (Metamorphosis insectorum Surinamensium), basé sur des dessins d'après nature faits par Anna Maria Sibylla Merian. Ce livre, publié en 1726 et décrit comme « magnifique » contient une étude scientifique sur la métamorphose des chenilles en papillon.
Le livre Figures de la Bible a La Haye (en français), publié en 1728 à La Haye, contient des illustrations gravées par Mulder, qui représente Adam et Eve comme des enfants amoureux et heureux avec le verset 2:25 de la Genèse inscrite en six langues : allemand, néerlandais, hébreu, latin, anglais et français.
Les eaux-fortes de Mulder sont aujourd'hui très prisées par les collectionneurs.